# Litaspett
Litaspett (Piculus litae) är en fågel i familjen hackspettar inom ordningen hackspettartade fåglar.

## Utbredning
Den förekommer i fuktigt lågland i västra Colombia och nordvästra Ecuador (Pichincha).

## Status
IUCN kategoriserar arten som livskraftig.

## Namn
Fågelns svenska och vetenskapliga artnamn syftar på orten Lita i Inambura, Ecuador.